# Маркс Зитих фон Емз
Маркс/Мерк Зитих фон Емз (на немски: Marx Sittich von Ems; Merk Sittich I von Hohenems; * 1466; † 25 юли 1533, замък Хоенбрегенц при Брегенц) е австрийски благородник от род Хоенемс в Западна Австрия и рицар, господар на Лустенау и Шварцах, прочут военачалник, водач на „ландскнехтите“.

## Живот
Той е син на Маркус IV фон Емз-Хоенемс († 1489) и съпругата му Анна фон Хоенланденберг († 1485), дъщеря на Берингер фон Хоенланденберг. Внук е на Марквард III фон Емз († ок. 1415, убит при Роршах) и Доротея фон Фигенщайн († 1438). Потомък е на Улрих I фон Емз († сл. 23 юни 1356)
Като успешен кондотиер Маркс Зитих се бие при „ландескнехт“ водачите Георг фон Фрундсберг и Георг III фон Валдбург-Волфег-Цайл през Швабските войни и кампаниите в Италия. Той се бие през 1525 г. в битката при Павия и допринася за победата на императорската войска против французите.
Като командант на Швабския съюз Маркс Зитих се бие победоносно в селската война на Боденското езеро против въстаналите селяни. Той става един от най-близките мъже в свитата на император Максимилиан I. За множеството му заслуги той става фогт на Брегенц и Блуденц-Зоненберг. Фамилията получава също имперското имение Лустенау, по-късно и Фелдкирх, и имението Нойбург (от 1589). Така фамилията става най-могъща в територията на Форарлберг.
По времето на походите му в Италия той аранжира женитбата на синът му Волф Дитрих с графиня Киара де' Медичи, сестрата на бъдещия папа Пий IV и миланския кондотиер Джан Джакомо де' Медичи. Синът му Георг Зигмунд (1494 – 1547), домхер на Констанц, е през 1532 г. кандидат на крал Фердинанд I за епископството Констанц.
Маркс Зитих се застъпва за запазването на католицизма във Форарлберг. Той умира на 67 години на 25 юли 1533 г. в Хоенбрегенц.

## Фамилия
Маркс Зитих фон Емз се жени на 6 май 1493 г. за Хелена фон Фрайберг, дъщеря на Михаел фон Фрайберг († 1489) и Йоханета фон Хербилщат († 6 май 1493). Тя е роднина на Лудвиг фон Фрайберг († 1480/1484), епископ на Констанц (1474 – 1480). Те имат децата:
- Георг Зигмунд фон Хоенемс (1494 – 1547), домхер в Констанц, през 1532 г. е кандидат на крал Фердинанд I за епископството на Констанц
- Анна фон Хоенемс († сл. 1548), омъжена на 14 ноември 1525 г. за Георг II фон Рехберг († пр. 1555), син на Георг I фон Рехберг († 1506) и Барбара фон Ландау († 1499)
- Волф Дитрих фон Хоенемс (* 1507/1508, Хоенемс; † 10 март 1538, Хоенемс), женен 1528 г./пр. 3 март 1529 г. за Киара де' Медичи (* 1507; † сл. юли 1559), сестра на папа Пий IV (1499 – 1565)